# Перша лінія (Севілья)
Лінія 1 є першою і єдиною лінією Севільского метрополітену, що сполучає центр Севільї з районами Майре-дель-Альхарафе, Сан-Хуан-де-Аснальфараче і Монтеквінто (Дос-Ерманас).
Перша лінія відкрилася 2 квітня 2009, попри те, що планувалося її відкрити ще влітку 2006 року.

## Галерея

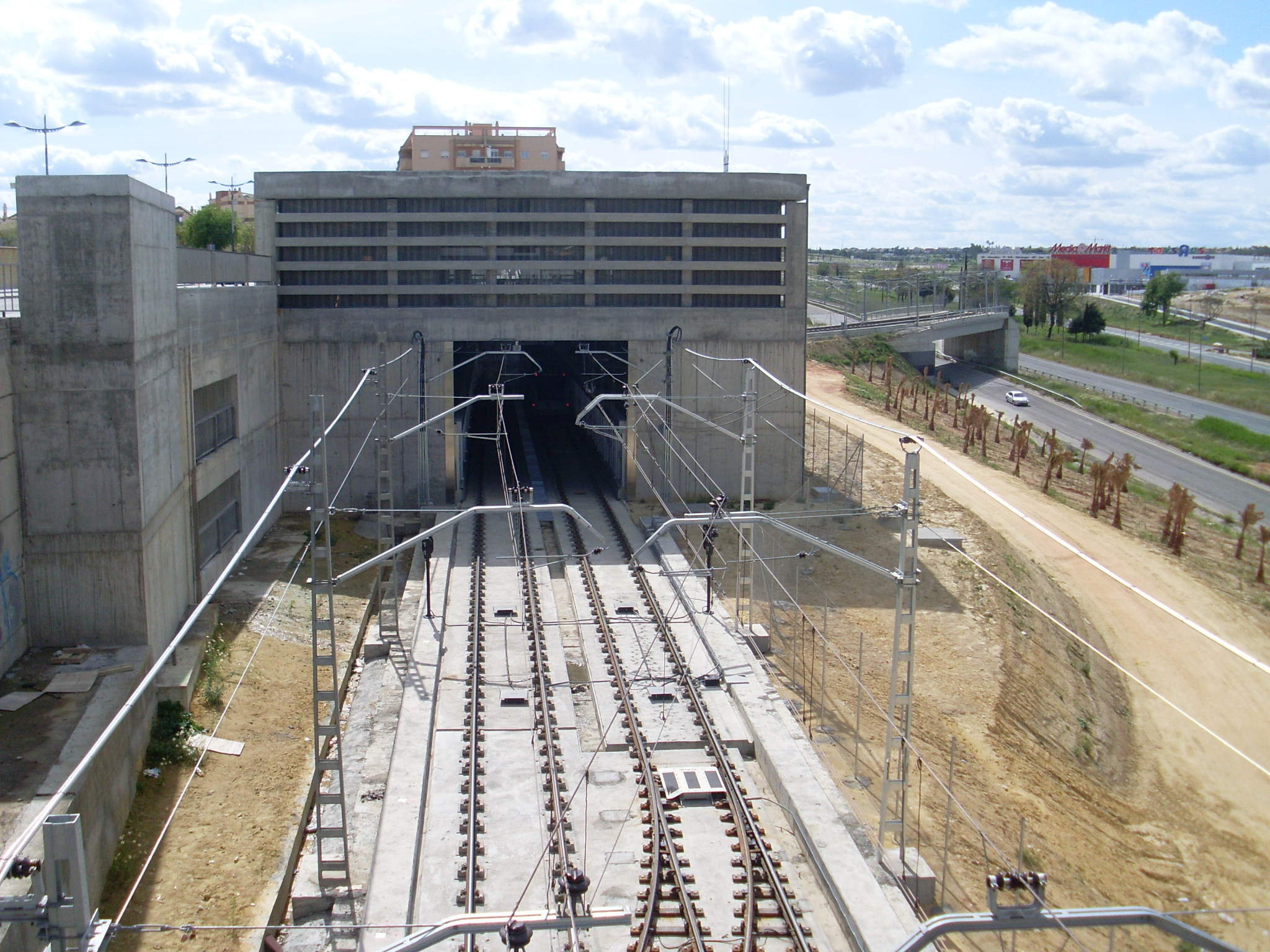
Сан-Хуан-Альто
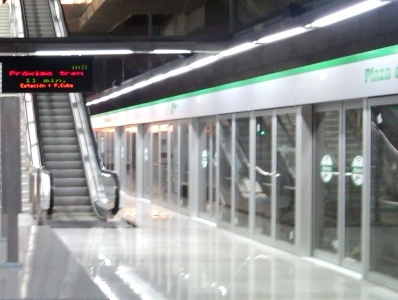
Пласа-де-Куба